# Phaeobotryosphaeria visci
Phaeobotryosphaeria visci är en svampart som först beskrevs av Károly Kalchbrenner, och fick sitt nu gällande namn av A.J.L. Phillips & Crous 2008. Phaeobotryosphaeria visci ingår i släktet Phaeobotryosphaeria och familjen Botryosphaeriaceae.   Inga underarter finns listade i Catalogue of Life.